# Несторион (дим)
Несто́рион (греч. Δήμος Νεστορίου) — община (дим) в Греции. Входит в периферийную единицу Кастория в периферии Западная Македония. Население 2646 человек по переписи 2011 года. Площадь общины 188,547 км². Плотность 4,29 человек на км², одна из общин Греции с наименьшей плотностью населения. Административный центр — село Несторион. Димархом на местных выборах в 2019 году избран Христос Гослиопулос (Χρήστος Γκοσλιόπουλος).
Создана в 1994 году (ΦΕΚ 135Α), в 2010 году (ΦΕΚ 87Α) по программе «Калликратис» к общине присоединены упразднённая община Акритес, а также сообщества Аренес и Грамос.